# Amateur Public Links Championship
Het Amateur Public Links Championship is een golfkampioenschap in de Verenigde Staten. Het is bestemd voor amateurs die niet lid zijn van een besloten golfclub. Het kampioenschap bestaat voor dames en heren en wordt altijd op een openbare baan gespeeld. 
De formule bestaat sinds 1975 uit een strokeplay-kwalificatie, waarna de beste 64 spelers/speelsters een matchplaytoernooi spelen.

## Heren
Het herenkampioenschap werd in 1922 opgericht, er deden toen 140 spelers mee. In 1936  waren er voor het eerst ruim 220 deelnemers, en in 1939 waren er meer dan 2400. Na de oorlog waren er eenmalig ruim 3500 deelnemers, maar in 1947 daalde dat tot ruim 2600. In 1953 zakte het aantal onder de 2000. Van 1967-1974 was het een strokeplay-kampioenschap over 72 holes. In 1975 werd de huidige formule geïntroduceerd waarbij er eerste in strokeplay wordt gekwalificeerd waarna de beste 64 spelers in matchplay doorgaan. De finale besaat uit 36 holes.
De winnaar van het herenkampioenschap mag meedoen aan de Masters.

## Dames
Het dameskampioenschap begon pas in 1977. Tot 2001 bestond de finale uit 18 holes, vanaf 2002 bestaat de finale uit 36 holes. De jongste speelster was Michelle Wie, die op 10-jarige leeftijd al meedeed. Ze is ook de jongste winnares, aangezien ze in 1983 dertien jaar was. Het was haar laatste overwinning als amateur.

## Winnaars en winnaressen na 1975
| Jaar | Winnaar           | Uitslag | Finalist              |                      | Winnares | Uitslag                 | Finaliste |
| ---- | ----------------- | ------- | --------------------- | -------------------- | -------- | ----------------------- | --------- |
| 1975 | Randyn Barenaba   | hole 37 | Alan Yamamoto         |                      |          |                         |           |
| 1976 | Eddie Mudd        | hole 37 | Archie Dadian         |                      |          |                         |           |
| 1977 | Jerry Vidovic     | 4&2     | Jeff Kern             | Kelly Fuiks          | 1 up     | Kathy Williams          |           |
| 1978 | Dean Prince       | 5&3     | Tony Figueredo        | Kelly Fuiks          | 5&4      | Diana Schwab            |           |
| 1979 | Dennis Walsh      | 4&3     | Eric Mork             | Lori Castillo        | 2 up     | Becky Pearson           |           |
| 1980 | Jodie Mudd        | 9&8     | Rick Gordon           | Lori Castillo        | 2&1      | Pam Miller              |           |
| 1981 | Jodie Mudd        | 3&2     | Billy Tuten           | Mary Enright         | 3&1      | Lauri Merten            |           |
| 1982 | Billy Tuten       | 6&5     | Brad Heninger         | Nancy Taylor         | 2&1      | Kerri Clark             |           |
| 1983 | Billy Tuten       | 3&1     | David Hobby           | Kelli Antolock       | 1 up     | Nancy Taylor            |           |
| 1984 | Bill Malley       | 2&1     | Dirk Jones            | Heather Farr         | 3&2      | Kristie Kolacny         |           |
| 1985 | Jim Sorenson      | 12&11   | Jay Cooper            | Danielle Ammaccapane | 6&5      | Kristie Kolacny         |           |
| 1986 | Bill Mayfair      | 3&2     | Jim Sorenson          | Cindy Schreyer       | 3&2      | Victoria Goetze         |           |
| 1987 | Kevin Johnson     | 10&9    | Jimmy England         | Tracy Kerdyk         | 4&3      | Pearl Sinn              |           |
| 1988 | Ralph Howe III    | hole 37 | Kevin Johnson         | Pearl Sinn           | 2&1      | Tami Jo Hemingsen       |           |
| 1989 | Tim Hobby         | 4&3     | Henry Cagigal         | Pearl Sinn           | 2&1      | Kelli Akers             |           |
| 1990 | Michael Combs     | 4&3     | Terrence Miskell      | Cathy Mockett        | 5&4      | Barbara Blanchar        |           |
| 1991 | David Berganio Jr | 3&2     | Michael Combs         | Tracy Hanson         | 1 up     | Carri Wood              |           |
| 1992 | Warren Schutte    | 3&2     | Richard Mayo Jr       | Amy Fruhwirth        | 2&1      | Sara Evens              |           |
| 1993 | David Berganio Jr | 2&1     | Brandon Knight        | Connie Masterson     | 1 up     | Holly Reynolds          |           |
| 1994 | Guy Yamamoto      | hole 37 | Chris Riley           | Jill McGill          | 6&4      | Heidi Voorhees          |           |
| 1995 | Chris Wollmann    | 4&3     | Bill Camping          | Jo Jo Robertson      | 3&1      | Elizabeth Drambour      |           |
| 1996 | Tim Hogarth       | 8&7     | Jeff Thomas           | Heather Graff        | 5&4      | Lauri Berles            |           |
| 1997 | Tim Clark         | 7&6     | Ryuji Imada           | Jo Jo Robertson      | 3&2      | Angie Yoon              |           |
| 1998 | Trevor Immelman   | 3&2     | Jason Dufner          | Amy Spooner          | 2&1      | Natalie Wong            |           |
| 1999 | Hunter Haas       | 4&3     | Michael Kirk          | Jody Niemann         | 1 up     | Sue Billek Nyhus        |           |
| 2000 | D.J. Trahan       | hole 37 | Ben “Bubba” Dickerson | Catherine Cartwright | 3&1      | Russamee Gulyanamitta   |           |
| 2001 | Chez Reavie       | hole 38 | Danny Green           | Candie Kung          | 2 up     | Missy Farr-Kaye         |           |
| 2002 | Ryan Moore        | 10&9    | Lee Williamson        | Annie Thurman        | 6&5      | Hwanhee Lee             |           |
| 2003 | Brandt Snedeker   | 10&9    | Dayton Rose           | Michelle Wie         | 1up      | Virada Nirapathpongporn |           |
| 2004 | Ryan Moore        | 6&5     | Dayton Rose           | Yani Tseng           | 1 up     | Michelle Wie            |           |
| 2005 | Clay Ogden        | 1 up    | Martin Ureta          | Eun Jung Lee         | hole 37  | Tiffany Chudy           |           |
| 2006 | Casey Watabu      | 4&3     | Anthony Kim           | Tiffany Joh          | 6&5      | Kimberly Kim            |           |
| 2007 | Colt Knost        | 6&4     | Cody Paladino         | Mina Harigae         | 4&3      | Stephany Fleet          |           |
| 2008 | Jack Newman       | 5&3     | John Chin             | Tiffany Joh          | 2&1      | Jennifer Song           |           |
| 2009 | Brad Benjamin     | 7&6     | Nick Taylor           | Jennifer Song        | 7&6      | Kimberly Kim            |           |
| 2010 | Lion Kim          | 6&5     | David McDaniel        | Emily Tubert         | 3&2      | Lisa McCloskey          |           |
| 2011 | Corbin Mills      | 6&5     | Derek Ernst           | Brianna Do           | 1 up     | Marissa Dodd            |           |
| 2012 | in Utah           |         |                       |                      |          |                         |           |